# Барышников, Степан Павлович
Степа́н Па́влович Бары́шников (22 декабря 1893 [3 января 1894] — 23 января 1943) — советский государственный и партийный деятель. Председатель ЦИКа Удмуртской АССР (1937). Первый секретарь Удмуртского обкома ВКП(б) (1937—1938).
Входил в состав особой тройки НКВД СССР решение Политбюро ЦК ВКП(б) №П51/145, от 5 июля 1937 года и приказ Наркома ВД СССР № 00447, от 30 июля 1937 года. Член ВКП(б) с мая 1917 года по 1938 год.

## Биография
Родился в деревне Бармашур Уканской волости Глазовского уезда Вятской губернии (ныне в составе Ярского района Республики Удмуртия). По национальности удмурт. 
В 1914—1916 годах учился в Петербургском университете (два курса). 

«Я — сын крестьянина — середняка Вотской области Глазовского уезда Нижнеуканской волости деревни Бармашур. Родился в 1893 году 22 декабря. До 12 лет жил у родителей. Кончил начальную земскую школу и благодаря учительнице, которая меня учила, попал в гимназию, находящуюся в уездном городе Глазове, в 35 км от моей деревни. До 4-го класса переживал острую нужду, абсолютно во всём. С 5-го класса начал давать уроки, что явилось достаточным источником средств, чтобы выйти совершенно из-под материальной зависимости отца. Кончил гимназию в 1914 году. Имел сильное желание продолжать ученье дальше, но средств не было. Поступил на железную дорогу в качестве поденного рабочего, получал 50 копеек в день и одновременно давал уроки. Осенью 1914 года поступил в Петербурский университет. Ввиду отсутствия средств в конце ноября вынужден был выехать в г. Кашин Тверской губернии в качестве домашнего учителя. В феврале 1915 года оттуда уехал. Весной 1915 года получил от Глазовской земской управы стипендию в размере 200 рублей в год. Кроме того, изредка имел уроки. Но всё же жил чрезвычайно бедно…»— Из автобиографии Степана Павловича Барышникова.
В сентябре 1916 году призван на военную службу в Русскую императорскую армию. В мае 1917 г. вступил в коммунистическую партию. Окончил Одесскую школу прапорщиков и в феврале 1917 года был направлен в 106-й запасной пехотный полк в город Вятку на должность младшего офицера. Участвовал в Первой мировой войне: с сентября 1917 г. по февраль 1918 младший офицер и член армейского комитета 334-го Ирбитского пехотного полка 4-й армии Румынского фронта. Как активный большевистский агитатор Барышников был арестован и должен был представлен перед военным трибуналом, но ему удалось бежать. В январе 1918 года он прибыл в Глазов, где участвует в организации добровольческих отрядов. С марта по август 1918 года член Глазовского уездного Совета, военный комиссар Глазовского уездного военного комиссариата. С сентября 1917 г. участвовал в Гражданской войне в России командир батальона Вятской особой дивизии 2-й армии Восточного фронта. Барышников с товарищами организует подавление эсеро-кулацких восстаний в Унинской, Юсовской и других волостях. В середине августа отряд красноармейцев подавляет «эсеро-кулацкий мятеж» в Святогорье (ныне село Красногорское). В сентябре 1918 года С. П. Барышникова назначают военным комиссаром Святогорского стрелкового полка Вятской особой дивизии, которая участвует во взятии Воткинска. Здесь он получил тяжелое ранение. За руководство боевыми операциями, за освобождение Воткинска С.П. Барышников был награжден орденом Красного Знамени. С ноября 1918 года по август 1919 года лечился после ранения в военном госпитале. 
С сентября 1919 по февраль 1920 председатель Глазовского уездного комитета РКП(б). С февраля 1920 года по февраль 1921 года секретарь Вятского губернского комитета РКП(б). С февраля по июль 1921 года ответственный секретарь Вотского обкома РКП(б). В период дискуссии о профсоюзах в 1921 года перед X съездом РКП(б) отстаивал точку зрения Л. Троцкого, выступал на заседании бюро Вятского губкома РКП(б) и на общегородском партсобрании в Глазове. После X съезда РКП(б) от троцкизма отошел. С августа 1921 года по январь 1922 года ответственный секретарь уездного комитета РКП(б) в Глазове. В феврале-июне 1922 года заведующий организационным отделом объединенных горкома и укома РКП(б) в Тюмени. С июня 1922 года по ноябрь 1923 года ответственный секретарь Тобольского уездного комитета РКП(б) Тюменской губернии. С декабря 1923 года по декабрь 1924 года ответственный секретарь Ишимского окружкома РКП(б) Уральской области. С января 1925 года по июль 1927 года председатель Вотского областного контрольной комиссии рабоче-крестьянской инспекции. С октября 1925 года по апрель 1926 года заведующий организационным отделом Вотского обкома РКП(б)/ВКП(б). С апреля 1926 года по июль 1927 года ответственный секретарь Вотского обкома ВКП(б). С июля 1927 года по июнь 1929 года слушатель курсов марксизма-ленинизма при Коммунистической академии им. Я. Свердлова в Москве. С июня 1929 года по март 1931 года заведующий отделом по работе в деревне, распределения и подбора кадров Верхне-Волжского крайкома ВКП(б) в Нижнем Новгороде. В апреле-декабре 1931 года помощник начальника сектора кадров по ФЗУ ВСНХ СССР. С января 1932 года по февраль 1933 года слушатель экономического отделения Института Красной Профессуры. С марта 1933 года по сентябрь 1934 года помощник начальника по кадрам политсектора МТС в Ростове-на-Дону. С октября 1934 года по февраль 1935 года ответственный инструктор политуправления МТС, с марта 1935 года по март 1937 года ответственный инструктор политсектора совхозов Народного комиссариата земледелия СССР в Москве. С 21 марта по 23 июля 1937 года председатель ЦИК Удмуртской АССР. С 19 июня 1937 года по 7 июня 1938 года 1-й секретарь Удмуртского обкома и Ижевского горкома ВКП(б). Депутат Верховского Совета СССР 1-го созыва. Решением Политбюро ЦК ВКП(б) 5 июля 1937 утвержден членом тройки Управления народного комиссариата внутренних дел по Удмуртской АССР, созданной по приказу НКВД СССР № 00447, от 30 июля 1937 года и участием в сталинских репрессиях.

## Завершающий этап
В ходе областной партконференции 9 июня 1938 года отведен из списков тайного голосования «за скрытие активного участия в троцкистской оппозиции». Исключен из ВКП(б) 10 июня 1938. Арестован ГУГБ НКВД СССР в Москве 4 сентября 1938 года. Этапирован в Ижевск 16 сентября 1938. Приговорен Особым совещанием при НКВД СССР 11 января 1940 года за контрреволюционную деятельность приговорен по статьям 58-7, 58-11 Уголовного кодекса РСФСР к 8 годам заключения в исправительно-трудовом лагере. Умер от истощения в Ухтинском ИТЛ НКВД СССР 21 января 1943 года (по другим данным, 23 января 1943 года от пеллагры). Реабилитирован постановлением Президиума Верховного Суда Удмуртской АССР 6 февраля 1956 года. Восстановлен в КПСС решением КПК при ЦК КПСС 5 июня 1956 года.

## Память
В честь С. П. Барышникова были названы:
- В 1935 году село Святогорское переименовали в Барышниково — в честь первого секретаря Удмуртского обкома ВКП(б), затем, когда того арестовали в 1930-е годы, оно получило своё нынешнее имя — Красногорское.
- колхоз, с 1976 года — 1992  год, который в дальнейшем переименован в СПК «Мир»;
- улица в Устиновском районе Ижевска, в 1976 году;
- улица в Бармашуре (1992 год), где ему 17 ноября 1989 году был установлено памятник.